# Tour-Forteresse de Monthoiron
La Tour-Forteresse de Monthoiron est une tour fortifiée du château de Monthoiron situé sur la commune de Monthoiron, dans le département de la Vienne (86), dont la construction est entreprise vers 1517 par Jacques II Turpin de Crissé et est terminée en 1527. Elle a été classée Monument Historique en 1996.

## Histoire
Jacques II Turpin de Crissé se distingue pendant les guerres d'Italie, notamment à Marignan en 1515, ou alors écuyer, il est fait chevalier de l’ordre du roi (ordre de saint michel) par Francois Ier. Acquis aux idées de la Renaissance italienne et très introduit dans le milieu milanais, c'est lui qui entreprend la construction de la tour et la finalise en 1527.
La Tour-Forteresse sera ensuite modifiée pendant les guerres de religion où des éléments de défense y seront rapportés.
Elle tombe très vite en ruine et l'on peut soupçonner le marquis de Pérusse, fervent physiocrate de la seconde moitié du XVIIIe siècle, d'avoir utilisé ses pierres pour construire un ferme modèle dont on voit encore les vestiges à proximité. On rapporte à la Révolution un bâtiment ruiné susceptible de démolition.
C'est aujourd'hui une ruine sur laquelle d'importants travaux de sauvegarde sont en cours.

## Architecture
La Tour-Forteresse est une tour de défense édifiée sous François Ier.
Elle est située à une centaine de mètres du logis seigneurial auquel elle ne semble n'avoir jamais été reliée.
La tour, découronnée d'au moins un étage, mesure actuellement 20 mètres de hauteur et a un diamètre également de 20 mètres. Elle est ceinturée aux deux tiers par un important cordon angulaire saillant de 40 cm. Le volume cylindrique est serti par dix éperons sous ce cordon, mais il ne subsiste plus que le triangle supérieur en calcaire de chaque éperon.
A l'origine, ces éperons s’étendaient jusqu’au sol pour former un tracé en étoile.
Sous les éperons courait une galerie circulaire voûtée en plein cintre dont on ne voit plus que les arrachements ; elle pouvait servir à abriter de l'artillerie légère, ou à contrer les mines. Ce tracé constitue une miniaturisation du système tenaillé immédiatement antérieur au système bastionné de Vauban.
L'originalité de la Tour-Forteresse de Monthoiron suggère l'hypothèse d'un maître d'œuvre prestigieux. Le 5 juin 2010, une cinquantaine d'experts internationaux de Léonard de Vinci signent l'appel de Romorantin, stipulant que la Tour-Forteresse « correspond à un concept du maître, et peut constituer une œuvre inédite de Léonard de Vinci » et appelant à sa sauvegarde et à sa mise en valeur. Cette hypothèse avait déjà motivé le classement Monument Historique en 1996.
En effet, le feuillet c37r du Codex de Madrid II de Léonard de Vinci comporte les plans d'une tour destinée à renforcer la citadelle de Piombino, et la même base étoilée y est clairement visible. Ce projet ne sera jamais réalisé.
Par contre, ces plans pourraient avoir inspiré Jacques II Turpin de Crissé pour la construction de sa Tour-Forteresse.

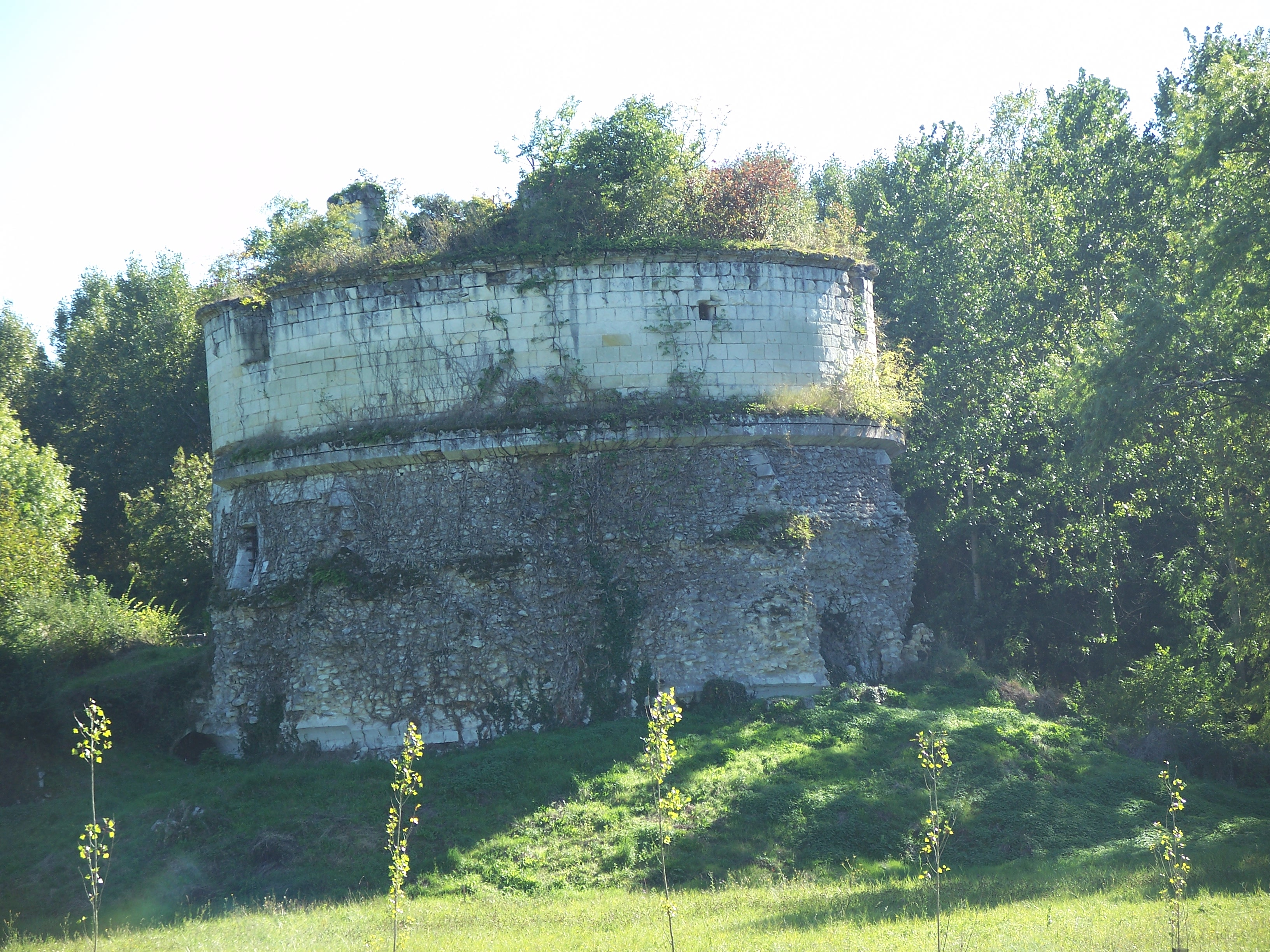
La Tour-Forteresse de Monthoiron